# NEVER Openweight 6-Man Tag Team Championship
El NEVER Openweight 6-Man Tag Team Championship (Campeonato en Parejas de Peso Abierto 6-Man NEVER, en español) es un campeonato de lucha libre profesional creado y utilizado por la compañía japonesa New Japan Pro-Wrestling (NJPW). El campeonato se creó el 21 de diciembre de 2015, siendo coronados los primeros campeones el 4 de enero de 2016 en el evento Wrestle Kingdom 10, en donde los miembros de Chaos (Jay Briscoe, Mark Briscoe & Toru Yano) derrotaron a los miembros del Bullet Club (Bad Luck Fale, Tama Tonga & Yujiro Takahashi). Los campeones actuales son Master Wato, Toru Yano & Yoh, quienes se encuentran en su primer reinado como equipo.
NEVER es parte del nombre del título, y es un acrónimo de las palabras "New Blood", "Evolution", "Valiantly", "Eternal", y "Radical" (traducido como "Sangre Nueva", "Evolución", "Valentía", "Eterno" y "Radical"), y fue una serie de eventos promocionados por NJPW, los cuales presentaron jóvenes talentos emergentes y luchadores externos que no estaban bajo contrato con NJPW. El título fue anunciado el 21 de diciembre de 2015, con los primeros campeones coronados el 4 de enero de 2016. A través de la relación de NJPW con Ring of Honor (ROH), el título también ha sido defendido en dicha promoción estadounidense. El campeonato es disputado por equipos de tres luchadores y es el primer campeonato de este tipo en la historia de NJPW. La naturaleza de peso abierto del título significa que tanto luchadores de categoría Heavyweight como Junior Heavyweight son aptos para competir por él.

## Historia
El 11 de diciembre de 2015, la NJPW anunció que en Wrestle Kingdom 10 el 4 de enero de 2016, los miembros del Bullet Club (Bad Luck Fale, Tama Tonga & Yujiro Takahashi) se enfrentarían a Toru Yano y dos compañeros misteriosos.  Ocho días después, Yano reveló a sus compañeros siendo provenientes de Ring of Honor (ROH), el equipo de Briscoe Brothers (Jay Briscoe y Mark Briscoe). El 21 de diciembre, la NJPW adirió al combate que ahora sería por el nuevo Campeonato en Parejas de Peso Abierto 6-Man NEVER, el primer campeonato de tríos en la historia de la promoción. El acrónimo del título: NEVER, significan "New Blood" (Nueva sangre), "Evolution" (Evolución), "Valiantly" (Valentía), "Eternal" (Eterno), y "Radical" (Radical). Este marcó al segundo campeonato con el acrónimo NEVER, después del Campeonato de Peso Abierto NEVER, el cual fue introducido en noviembre de 2012.

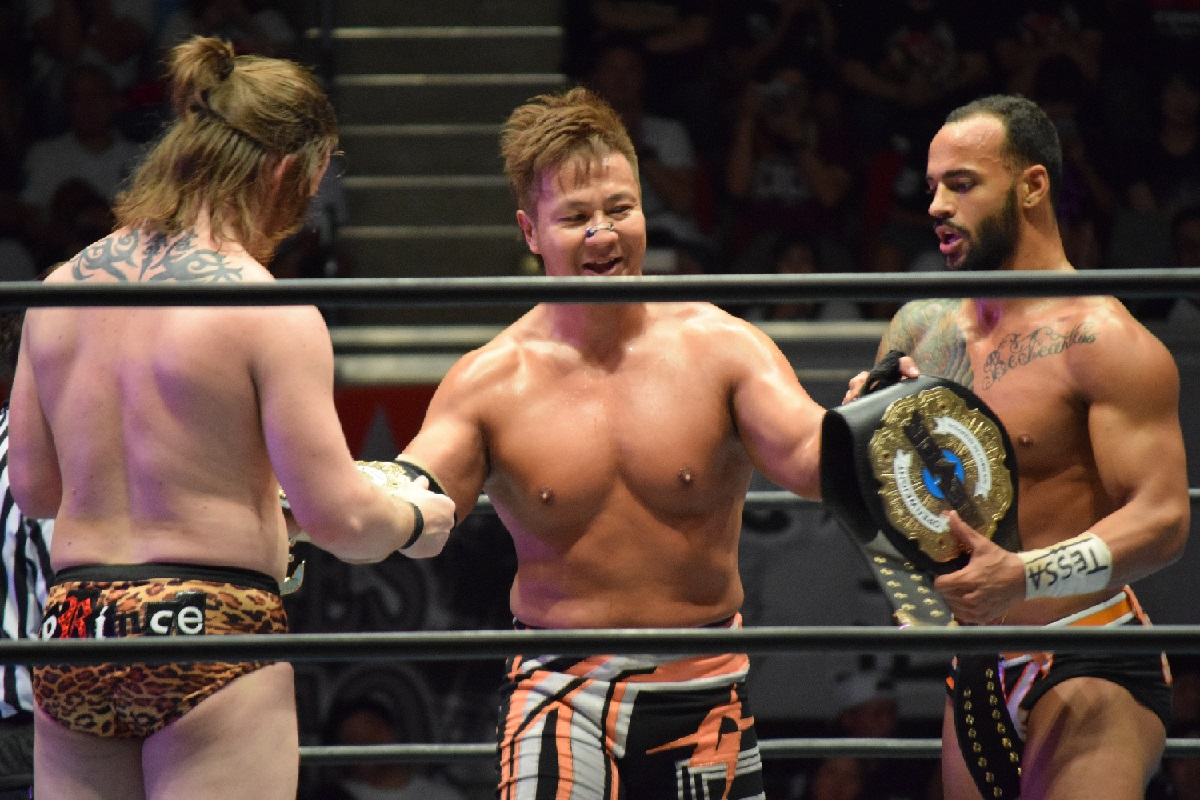
(De izquierda a derecha) David Finlay, Satoshi Kojima y Ricochet al ganar el título en septiembre de 2016.

El 4 de enero de 2016, Toru Yano & The Briscoe Brothers derrotaron a Bad Luck Fale, Tama Tonga & Yujiro Takahashi para convertirse en los campeones inaugurales. Luego de perder los títulos ante Fale, Tonga & Takahashi el 11 de febrero en The New Beginning en Osaka, Yano & The Briscoe Brothers también se convirtieron en los primeros dos veces campeones del campeonato, cuando cobraron su cláusula de revancha tres días después en The New Beginning en Niigata. Luego ese mismo mes, los títulos fueron defendidos fuera de Japón por primera vez, cuando los nuevos campeones Kenny Omega & The Young Bucks (Matt Jackson & Nick Jackson) los defendieron exitosamente ante ACH, Kushida & Matt Sydal en ROH's 14th Anniversary Show en Las Vegas, Nevada. El 25 de septiembre de 2016, el título quedó vacante por primera vez debido a que uno de los campeones, Matt Sydal, al fallar al presentarse a una defensa del campeonato debido a "problemas de viajes". NJPW coronó a los nuevos campeones ese mismo día.
El 4 de enero de 2017, en Wrestle Kingdom 11 in Tokyo Dome, el trío de Los Ingobernables de Japón conformado por Bushi, Evil & Sanada ganaron en un combate four-team gauntlet match capturando así el campeonato por primera vez. Ellos comenzaron un cambio de títulos con los miembros de Taguchi Japan, con el resultado de que consiguieran el récord de 3 reinados el 3 de mayo en Wrestling Dontaku 2017. El cambio rápido de títulos dejó como resultado el reconocimiento al título como "hot potato" ("papa caliente" en español), con medios japoneses nombrándolo como el "campeonato de corta vida" (短命王座 tanmei ōza, en japonés; short life championsip, en inglés). Durante sus primeros 20 meses de existencia, el título cambió de manos 12 veces sin que el equipo campeón lo defendiera con éxito más de dos veces hasta el tercer reinado de Los Ingobernables de Japón. El título también se incluyó dentro de las carteleras de los eventos de NJPW con algunas de sus luchas titulares teniendo lugar tan pronto como la segunda lucha de un evento de siete combates sin otras luchas titulares. Bushi criticó públicamente el manejo del título por parte de NJPW, alegando que se le estaba quitando credibilidad al título. Dicho reinado de Los Ingobernables de Japón terminó el 17 de diciembre de 2017, cuando fueron derrotados por Bad Luck Fale, Tama Tonga y Tanga Loa del Bullet Club en su cuarta defensa.

## Campeones
El Campeonato en Parejas 6-Man NEVER es uno de los tres campeonatos en parejas creados por la NJPW, y fue establecido en 2016. Los campeones inaugurales fueron Chaos (Jay Briscoe, Mark Briscoe & Toru Yano), quienes derrotaron a Bullet Club (Bad Luck Fale, Tama Tonga & Yujiro Takahashi) en la final de un torneo para convertirse en los primeros campeones, el 4 de enero de 2016 en Wrestle Kingdom 10, y desde entonces ha habido 24 distintos equipos y 40 luchadores campeones oficiales, repartidos en 31 reinados en total.
El reinado más largo en la historia del título le pertenece a Chaos (Hirooki Goto, Tomohiro Ishii & Yoshi-Hashi), quienes mantuvieron el campeonato en su único reinado por 454 días. Por otro lado, los equipos con el reinado más corto le pertenece a Los Ingobernables de Japón y Chaos, quienes ambos en su primer reinado mantuvieron el campeonato por solo 1 día en 2017 y 2018 respectivamente. 
En cuanto a los días en total como campeones (un acumulado entre la suma de todos los días de los reinados individuales de cada luchador), Chaos — Hirooki Goto, Tomohiro Ishii & Yoshi-Hashi — poseen el primer lugar, con 454 días como campeones en su único reinado. Les siguen House of Torture — Evil, Sho & Yujiro Takahashi — (382 días en dos reinados), Ryusuke Taguchi, Togi Makabe & Toru Yano (340 días en su único reinado), Hiroshi Tanahashi, Boltin Oleg & Toru Yano (284 días en dos reinados), y Los Ingobernables de Japón — Bushi, Evil & Sanada — (281 días en tres reinados). En cuanto a los días en total como campeones, de manera individual, Evil posee el primer lugar con 872 días en sus seis reinados como campeón. Le siguen Tomohiro Ishii (721 días en tres reinados), Toru Yano (669 días en seis reinados), Hiroshi Tanahashi (639 días en seis reinados), y Hirooki Goto y Yoshi-Hashi (ambos con 534 días en dos reinados).
El campeón más joven en la historia es David Finlay, quien a los 23 años y 132 días derrotó junto a Ricochet & Satoshi Kojima a Bullet Club por los títulos vacantes el 25 de septiembre de 2016 en Destruction. En contraparte, el campeón más viejo es Minoru Suzuki, quien a los 54 años y 239 días derrotó junto a El Desperado & Ren Narita a House of Torture el 11 de febrero de 2023 en The New Beginning in Osaka. En cuanto al peso de los campeones, Bad Luck Fale es el más pesado con 150 kilogramos, mientras que Matt Jackson y Ricochet son los más livianos con 78 kilogramos combinados.
Por último, Los Ingobernables de Japón son el equipo con más reinados, con tres. Individualmente, Evil, Hiroshi Tanahashi y Toru Yano son los luchadores con más reinados con seis.

### Campeones actuales
Los actuales campeones son Master Wato, Toru Yano & Yoh, quienes se encuentran en su primer reinado como campeones. Wato, Yano & Yoh ganaron los campeonatos tras derrotar a los excampeones House of Torture (Ren Narita, Sho & Yujiro Takahashi) el 4 de julio de 2025 en New Japan Soul 2025. 
Wato, Yano & Yoh no registran hasta el 18 de agosto de 2025 ninguna defensa televisada.

### Lista de campeones
| N.º | Campeones                                                                         | Lucha                    | Lucha                          | Lucha                            | Estadísticas | Estadísticas | Estadísticas      | Notas y referencias |
| N.º | Campeones                                                                         | Fecha                    | Evento                         | Ubicación                        | Reinado      | Días         | Defensas exitosas | Notas y referencias |
| --- | --------------------------------------------------------------------------------- | ------------------------ | ------------------------------ | -------------------------------- | ------------ | ------------ | ----------------- | --- |
| 1   | Chaos (Jay Briscoe (1), Mark Briscoe (1) & Toru Yano (1))                         | 4 de enero de 2016       | Wrestle Kingdom 10             | Tokio, Japón                     | 1            | 38           | 1                 | Derrotaron a Bullet Club (Bad Luck Fale, Tama Tonga & Yujiro Takahashi) para convertirse en los campeones inaugurales.                                                                                              |
| 2   | Bullet Club (Bad Luck Fale (1), Tama Tonga (1) & Yujiro Takahashi (1))            | 11 de febrero de 2016    | The New Beginning in Osaka     | Osaka, Japón                     | 1            | 3            | 0                 | [ 26 ] |
| 3   | Chaos (Jay Briscoe (2), Mark Briscoe (2) & Toru Yano (2))                         | 14 de febrero de 2016    | The New Beginning in Niigata   | Nagaoka, Japón                   | 2            | 6            | 0                 | [ 27 ] |
| 4   | The Elite (Kenny Omega (1), Matt Jackson (1) & Nick Jackson (1))                  | 20 de febrero de 2016    | Honor Rising: Japan            | Tokio, Japón                     | 1            | 50           | 2                 | [ 28 ] |
| 5   | Hiroshi Tanahashi (1), Michael Elgin (1) & Yoshitatsu (1)                         | 10 de abril de 2016      | Invasion Attack                | Tokio, Japón                     | 1            | 23           | 1                 | [ 29 ] |
| 6   | The Elite (Kenny Omega (2), Matt Jackson (2) & Nick Jackson (2))                  | 3 de mayo de 2016        | Wrestling Dontaku              | Fukuoka, Japón                   | 2            | 61           | 0                 | [ 30 ] |
| 7   | Matt Sydal (1), Ricochet (1) & Satoshi Kojima (1)                                 | 3 de julio de 2016       | Kizuna Road                    | Takizawa, Japón                  | 1            | 84           | 0                 | [ 31 ] |
| —   | Vacante                                                                           | 25 de septiembre de 2016 | —                              | —                                | —            | —            | —                 | Debido a que Sydal no pudo hacer una defensa de campeonato programada debido por "problemas de viaje". |
| 8   | David Finlay (1), Ricochet (2) & Satoshi Kojima (2)                               | 25 de septiembre de 2016 | Destruction in Kobe            | Kōbe, Japón                      | 1            | 101          | 1                 | Derrotaron a Bullet Club (Adam Cole, Matt Jackson & Nick Jackson) por el título vacante. |
| 9   | Los Ingobernables de Japón (Bushi (1), Evil (1) & Sanada (1))                     | 4 de enero de 2017       | Wrestle Kingdom 11             | Tokio, Japón                     | 1            | 1            | 0                 | Fue un gauntlet match, el cual incluyó a Bullet Club (Bad Luck Fale, Hangman Page & Yujiro Takahashi) y Chaos (Jado, Will Ospreay & Yoshi-Hashi).                                                                   |
| 10  | Taguchi Japan (Hiroshi Tanahashi (2), Manabu Nakanishi (1) & Ryusuke Taguchi (1)) | 5 de enero de 2017       | New Year Dash!!                | Tokio, Japón                     | 1            | 37           | 0                 | [ 34 ] |
| 11  | Los Ingobernables de Japón (Bushi (2), Evil (2) & Sanada (2))                     | 11 de febrero de 2017    | The New Beginning in Osaka     | Osaka, Japón                     | 2            | 52           | 1                 | [ 35 ] |
| 12  | Taguchi Japan (Hiroshi Tanahashi (3), Ricochet (3) & Ryusuke Taguchi (2))         | 4 de abril de 2017       | Road to Sakura Genesis         | Tokio, Japón                     | 1            | 29           | 0                 | [ 36 ] |
| 13  | Los Ingobernables de Japón (Bushi (3), Evil (3) & Sanada (3))                     | 3 de mayo de 2017        | Wrestling Dontaku              | Fukuoka, Japón                   | 3            | 228          | 3                 | [ 37 ] |
| 14  | Bullet Club (Bad Luck Fale (2), Tama Tonga (2) & Tanga Loa (1))                   | 17 de diciembre de 2017  | Road to Tokyo Dome             | Tokio, Japón                     | 1            | 18           | 0                 | [ 38 ] |
| 15  | Chaos (Berreta (1), Tomohiro Ishii (1) & Toru Yano (3))                           | 4 de enero de 2018       | Wrestle Kingdom 12             | Tokio, Japón                     | 1            | 1            | 0                 | Fue un gauntlet match, el cual incluyó a Taguchi Japan (Juice Robinson, Ryusuke Taguchi & Togi Makabe), Michael Elgin & War Machine (Raymond Rowe & Hanson) y Suzuki-gun (Taichi, Takashi Iizuka & Zack Sabre Jr.). |
| 16  | Bullet Club (Bad Luck Fale (3), Tama Tonga (3) & Tanga Loa (2))                   | 5 de enero de 2018       | New Year Dash!!                | Tokio, Japón                     | 2            | 118          | 3                 | [ 40 ] |
| 17  | Super Villains (Marty Scurll (1), Matt Jackson (3) & Nick Jackson (3))            | 3 de mayo de 2018        | Wrestling Dontaku Día 1        | Fukuoka, Japón                   | 1            | 101          | 0                 | [ 41 ] |
| 18  | Firing Squad (Taiji Ishimori (1), Tama Tonga (4) & Tanga Loa (3))                 | 12 de agosto de 2018     | G1 Climax 28                   | Tokio, Japón                     | 1            | 171          | 2                 | [ 42 ] |
| 19  | Ryusuke Taguchi (3), Togi Makabe (1) & Toru Yano (4)                              | 30 de enero de 2019      | Road to The New Beginning      | Sendai, Japón                    | 1            | 340          | 4                 | [ 43 ] |
| 20  | Los Ingobernables de Japón (Bushi (4), Evil (4) & Shingo Takagi (1))              | 5 de enero de 2020       | Wrestle Kingdom 14 Día 2       | Tokio, Japón                     | 1            | 209          | 2                 | Fue un gauntlet match, el cual incluyó a Bullet Club (Bad Luck Fale, Chase Owens & Yujiro Takahashi), CHAOS (Robbie Eagles, Tomohiro Ishii & YOSHI-HASHI) y Suzuki-gun (El Desperado, Taichi & Yoshinobu Kanemaru). |
| —   | Vacante                                                                           | 1 de agosto de 2020      | —                              | —                                | —            | —            | —                 | Debido a la salida de Evil de Los Ingobernables de Japón después de su traición, declarando más tarde su desinterés por el campeonato.                                                                              |
| 21  | Chaos (Hirooki Goto (1), Tomohiro Ishii (2) & Yoshi-Hashi (1))                    | 9 de agosto de 2020      | Summer Struggle 2020           | Tokio, Japón                     | 1            | 454          | 9                 | Derrotaron a Chaos (Kazuchika Okada, Sho & Toru Yano) en la final de un torneo. |
| 22  | House of Torture (Evil (5), Sho (1) & Yujiro Takahashi (2))                       | 6 de noviembre de 2021   | Power Struggle                 | Osaka, Japón                     | 1            | 241          | 4                 | [ 47 ] |
| 23  | Chaos (Hirooki Goto (2), Yoh (1) & Yoshi-Hashi (2))                               | 5 de julio de 2022       | New Japan Road                 | Tokio, Japón                     | 1            | 80           | 0                 | [ 48 ] |
| 24  | House of Torture (Evil (6), Sho (2) & Yujiro Takahashi (3))                       | 23 de septiembre de 2022 | Burning Spirit                 | Takamatsu, Japón                 | 2            | 141          | 1                 | Fue un Dog Cage Survival Match. |
| 25  | Strong Style (El Desperado (1), Minoru Suzuki (1) & Ren Narita (1))               | 11 de febrero de 2023    | The New Beginning in Osaka     | Osaka, Japón                     | 1            | 81           | 1                 | [ 50 ] |
| 26  | Hiroshi Tanahashi (4), Kazuchika Okada (1) & Tomohiro Ishii (3)                   | 3 de mayo de 2023        | Wrestling Dontaku              | Fukuoka, Japón                   | 1            | 266          | 8                 | [ 51 ] |
| —   | Vacante                                                                           | 24 de enero de 2024      | Road to The New Beginning      | Tokio, Japón                     | —            | —            | —                 | Tras una exitosa defensa ante TMDK (Kosei Fujita, Mikey Nicholls & Shane Thorne), Okada, cuyo contrato con NJPW expiraba ese día, anunció que dejaba vacantes los títulos.                                          |
| 27  | Hiroshi Tanahashi (5), Boltin Oleg (1) & Toru Yano (5)                            | 14 de abril de 2024      | Wrestling World 2024 in Taiwan | Nueva Taipéi, República de China | 1            | 56           | 1                 | Derrotaron a House of Torture (Evil, Sho & Yoshinobu Kanemaru) en la final de un torneo. |
| 28  | Los Ingobernables de Japón (Bushi (5), Hiromu Takahashi (1) & Yota Tsuji (1))     | 9 de junio de 2024       | Dominion 6.9 in Osaka-jo Hall  | Osaka, Japón                     | 1            | 7            | 0                 | [ 54 ] |
| 29  | Hiroshi Tanahashi (6), Boltin Oleg (2) & Toru Yano (6)                            | 16 de junio de 2024      | New Japan Soul 2024            | Sapporo, Japón                   | 2            | 228          | 2                 | [ 55 ] |
| 30  | House of Torture (Ren Narita (2), Sho (3) & Yujiro Takahashi (4))                 | 30 de enero de 2025      | Road To The New Beginning      | Sendai, Japón                    | 1            | 155          | 1                 | [ 56 ] |
| 31  | Master Wato (1), Toru Yano (7) & Yoh (2)                                          | 4 de julio de 2025       | New Japan Soul 2025            | Tokio, Japón                     | 1            | 45+          | 0                 | [ 57 ] |

### Total de días con el título
La siguiente lista muestra el total de días que un equipo o un luchador ha poseído el campeonato, si se suman todos los reinados que posee. Actualizado a la fecha del 18 de agosto de 2025.

#### Por equipos
| + | Indica a los campeones actuales |

| N.º | Equipo                                                                | Reinados | Total de días |
| --- | --------------------------------------------------------------------- | -------- | ------------- |
| 1   | Chaos (Hirooki Goto, Tomohiro Ishii & Yoshi-Hashi)                    | 1        | 454           |
| 2   | House of Torture (Evil, Sho & Yujiro Takahashi)                       | 2        | 382           |
| 3   | Ryusuke Taguchi, Togi Makabe & Toru Yano                              | 1        | 340           |
| 4   | Hiroshi Tanahashi, Boltin Oleg & Toru Yano                            | 2        | 284           |
| 5   | Los Ingobernables de Japón (Bushi, Evil & Sanada)                     | 3        | 281           |
| 6   | Hiroshi Tanahashi, Kazuchika Okada & Tomohiro Ishii                   | 1        | 266           |
| 7   | Los Ingobernables de Japón (Bushi, Evil & Shingo Takagi)              | 1        | 209           |
| 8   | Firing Squad (Taiji Ishimori, Tama Tonga & Tanga Loa)                 | 1        | 171           |
| 9   | House of Torture (Ren Narita, Sho & Yujiro Takahashi)                 | 1        | 155           |
| 10  | Bullet Club (Bad Luck Fale, Tama Tonga & Tanga Loa)                   | 2        | 136           |
| 11  | The Elite (Kenny Omega, Matt Jackson & Nick Jackson)                  | 2        | 111           |
| 12  | David Finlay, Ricochet & Satoshi Kojima                               | 1        | 101           |
| 12  | Super Villains (Marty Scurll, Matt Jackson & Nick Jackson)            | 1        | 101           |
| 14  | Matt Sydal, Ricochet & Satoshi Kojima                                 | 1        | 84            |
| 15  | Strong Style (El Desperado, Minoru Suzuki & Ren Narita)               | 1        | 81            |
| 16  | Chaos (Hirooki Goto, Yoh & Yoshi-Hashi)                               | 1        | 80            |
| 17  | Master Wato, Toru Yano & Yoh                                          | 1        | 45+           |
| 18  | Chaos (Jay Briscoe, Mark Briscoe & Toru Yano)                         | 2        | 44            |
| 19  | Taguchi Japan (Hiroshi Tanahashi, Manabu Nakanishi & Ryusuke Taguchi) | 1        | 37            |
| 20  | Taguchi Japan (Hiroshi Tanahashi, Ricochet & Ryusuke Taguchi)         | 1        | 29            |
| 21  | Hiroshi Tanahashi, Michael Elgin & Yoshitatsu                         | 1        | 23            |
| 22  | Los Ingobernables de Japón (Bushi, Hiromu Takahashi & Yota Tsuji)     | 1        | 7             |
| 23  | Bullet Club (Bad Luck Fale, Tama Tonga & Yujiro Takahashi)            | 1        | 3             |
| 24  | Chaos (Berreta, Tomohiro Ishii & Toru Yano)                           | 1        | 1             |

#### Por luchador
| + | Indica al campeón actual |

| N.º | Campeón           | Reinados | Total de días |
| --- | ----------------- | -------- | ------------- |
| 1   | Evil              | 6        | 872           |
| 2   | Tomohiro Ishii    | 3        | 721           |
| 3   | Toru Yano         | 7        | 714+          |
| 4   | Hiroshi Tanahashi | 6        | 639           |
| 5   | Yujiro Takahashi  | 4        | 540           |
| 6   | Sho               | 3        | 538           |
| 7   | Hirooki Goto      | 2        | 534           |
| 7   | Yoshi-Hashi       | 2        | 534           |
| 9   | Bushi             | 5        | 497           |
| 10  | Ryusuke Taguchi   | 3        | 406           |
| 11  | Togi Makabe       | 1        | 340           |
| 12  | Tama Tonga        | 4        | 310           |
| 13  | Tanga Loa         | 3        | 307           |
| 14  | Boltin Oleg       | 2        | 284           |
| 15  | Sanada            | 3        | 281           |
| 16  | Kazuchika Okada   | 1        | 266           |
| 17  | Ren Narita        | 2        | 236           |
| 18  | Ricochet          | 3        | 214           |
| 19  | Matt Jackson      | 3        | 212           |
| 19  | Nick Jackson      | 3        | 212           |
| 21  | Shingo Takagi     | 1        | 209           |
| 22  | Satoshi Kojima    | 2        | 185           |
| 23  | Taiji Ishimori    | 1        | 171           |
| 24  | Bad Luck Fale     | 3        | 139           |
| 25  | Yoh               | 2        | 125+          |
| 26  | Kenny Omega       | 2        | 111           |
| 27  | David Finlay      | 1        | 101           |
| 27  | Marty Scurll      | 1        | 101           |
| 29  | Matt Sydal        | 1        | 84            |
| 30  | El Desperado      | 1        | 81            |
| 30  | Minoru Suzuki     | 1        | 81            |
| 32  | Master Wato       | 1        | 45+           |
| 33  | Jay Briscoe       | 2        | 44            |
| 33  | Mark Briscoe      | 2        | 44            |
| 35  | Manabu Nakanishi  | 1        | 37            |
| 36  | Michael Elgin     | 1        | 23            |
| 36  | Yoshitatsu        | 1        | 23            |
| 38  | Hiromu Takahashi  | 1        | 7             |
| 38  | Yota Tsuji        | 1        | 7             |
| 40  | Berreta           | 1        | 1             |

### Mayor cantidad de reinados

#### Reinados por equipos
| Reinados | Equipo (s)                                      |
| -------- | ----------------------------------------------- |
| 3 veces  | Los Ingobernables de Japón                      |
| 2 veces  | The Elite, Chaos, Bullet Club, House of Torture |

#### Reinados por luchador
| Reinados | Luchador (es)                                                                                                   |
| -------- | --- |
| 7 veces  | Toru Yano |
| 6 veces  | Evil, Hiroshi Tanahashi                                                                                         |
| 5 veces  | Bushi |
| 4 veces  | Tama Tonga, Yujiro Takahashi                                                                                    |
| 3 veces  | Ricochet, Sanada, Bad Luck Fale, Matt Jackson, Nick Jackson, Tanga Loa, Ryusuke Taguchi, Tomohiro Ishii, Sho    |
| 2 veces  | Satoshi Kojima, Kenny Omega, Jay Briscoe, Mark Briscoe, Hirooki Goto, Yoshi-Hashi, Boltin Oleg, Ren Narita, Yoh |